# بين كورتيس
بين كورتيس (بالإنجليزية: Ben Curtis)‏ هو لاعب غولف أمريكي، ولد في 26 مايو 1977 في كولومبوس في الولايات المتحدة.

## وصلات خارجية
- بين كورتيس على موقع رابطة لاعبي الغولف المحترفين (الإنجليزية)
- بين كورتيس على موقع رابطة أوروبا للاعبي الغولف المحترفين (الإنجليزية)
- بين كورتيس على موقع التصنيف العالمي الرسمي للغولف (الإنجليزية)
- بين كورتيس على موقع الموسوعة البريطانية (الإنجليزية)
- بين كورتيس على موقع إن إن دي بي (الإنجليزية)